# هنري دبليو. مور
هنري دبليو. مور (بالإنجليزية: Henry W. Moore)‏ هو لاعب كرة قاعدة أمريكي، ولد في 9 أكتوبر 1876 في ديترويت في الولايات المتحدة، وتوفي في 2 سبتمبر 1917 في شيكاغو في الولايات المتحدة.